# منجنيق
المَنْجَنِيق (الجمع: مَجانِق، ومَجَانِيق، ومَنْجَنِيقَات) هي آلة حصار تستعمل لإطلاق القذائف لمسافة كبيرة دون مساعدة البارود أو أي مادة دافعة أخرى.
استخدم المنجنيق منذ أقدم العصور، ويعود أول ذكر له إلى المؤرخ ديودورس الصقلي الذي وصف اختراعه في اليونان في عام 399 قبل الميلاد، قبل أن يستخدم هذا السلاح للمرة الأولى في التاريخ عام 397، وذلك في حصار مدينة موتيا أثناء الحروب البونيقية اليونانية. ثم ثبت أنه واحد من أهم الآليات الحربية في العصور القديمة وخلال العصور الوسطى. وتتجلى أهميته في محاصرة القلاع وتدمير أسوارها، وقد استخدمت المجانيق في الدفاع عن أسوار القدس ضد الغزاة الصليبيين، كما تستخدم أيضاً لحرق المدن من خارج الأسوار. وطور اليونانيون المنجنيق بوضعه فوق عربة، مما جعل نقله سهلاً في ميدان المعركة.
وقد بقيت المجانيق في حيز الاستخدام الحربي بأشكال مختلفة حتى مطلع القرن العشرين، حيث استخدمت في المراحل الأولى من صراع الخنادق في الحرب العالمية الأولى لإلقاء القنابل اليدوية إلى معسكر العدو، قبل أن تستبدل لاحقاً بمدافع الهاون.

## أصل التسمية
قيل أنها من الفارسية "من جه نيك" التي تعني "أنا ما أجودني" أو من الفارسية "منجك" التي تعني "الارتفاع إلى فوق"، وذهب صاحب المعجم المدرسي مذهب أنها فارسية الأصل، وصنفها تحت مادتي (ج ن ق) و(م ن ج) وذكر للكلمة صيغتان: المَنْجنيق والمِنْجَنِيق، بفتح الميم وكسرها، وجعل الفعل منها جَنَق، فقال: "جنقه يجنِقه جَنْقاً أي رماه بالمنجنيق"، وذكر لها ثلاثة جموع هي مَنْجَنِيقات ومَجانِق ومَجانِيق وتصغيراً هو مُجَيْنِيق وقيل أنها من كلمة manganon في اللغتين اليونانية واللاتينية، ومعناها "آلة الحرب".

## المجانيق الإغريقية والرومانية
المنجنيق والقوس الإفرنجية مترابطان بشكل وثيق في اليونان. كانت المجانيق البدائية في الأساس "نتاج محاولات واضحة نسبيًا لزيادة مدى القذائف وقوتها الاختراقية من خلال تقوية القوس الذي دفعها". وصف المؤرخ ديودور الصقلي (عاش في القرن الأول قبل الميلاد) اختراع فريق عمل يوناني للمنجنيق الميكانيكي لإطلاق الأسهم (καταπελτικον، تنقحر إلى katapeltikon) في عام 399 قبل الميلاد. اُستُخدم السلاح بعد فترة وجيزة ضد مدينة معطية (397 قبل الميلاد)، وهو معقل رئيسي للقرطاجيين في صقلية. من المفترض أن ديودور قد استمد وصفه من تاريخ فيلستوس ذو التصنيف العالي، وهو معاصر للأحداث في ذلك الوقت. ومع ذلك، يمكن أن يعود تاريخ إدخال القِسِيّ الإفرنجية إلى زمن أبعد: وفقًا للمخترع هيرو الإسكندري (القرن الأول الميلادي)، الذي أشار إلى الأعمال المفقودة الآن للمهندس ستيسيبيوس الذي عاش في القرن الثالث قبل الميلاد، فإن هذا السلاح مستوحى من قوس إفرنجية قديمة، يُسمى قوس البطن (بالإنجليزية: Gastraphetes)، يمكنه تخزين طاقة أكثر من الأقواس اليونانية. يوجد وصف تفصيلي لقوس البطن، بالإضافة إلى رسم بالألوان المائية، في أطروحة هيرون الفنية Belopoeica.

## مجانيق العصور الوسطى

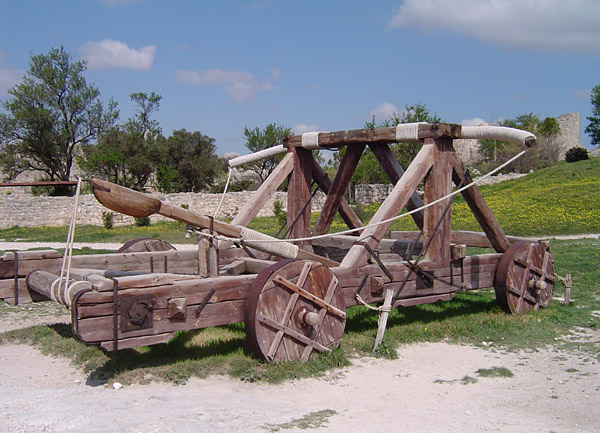
نسخة طبق الأصل لمنجنيق Petraria Arcatinus

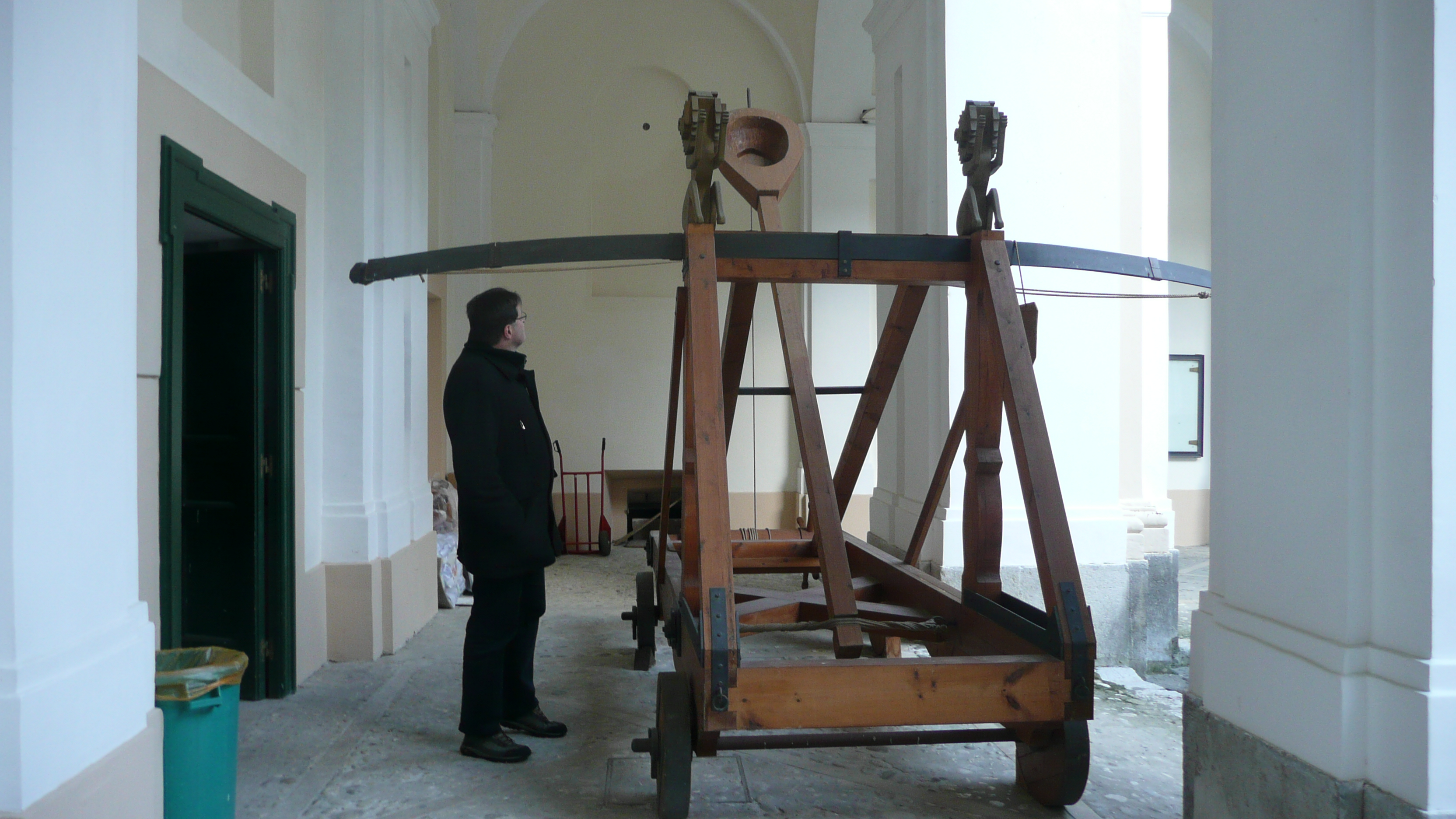
منجنيق Petraria Arcatinus داخل مبنى بلدية ميركاتو سان سيفيرينو بإيطاليا

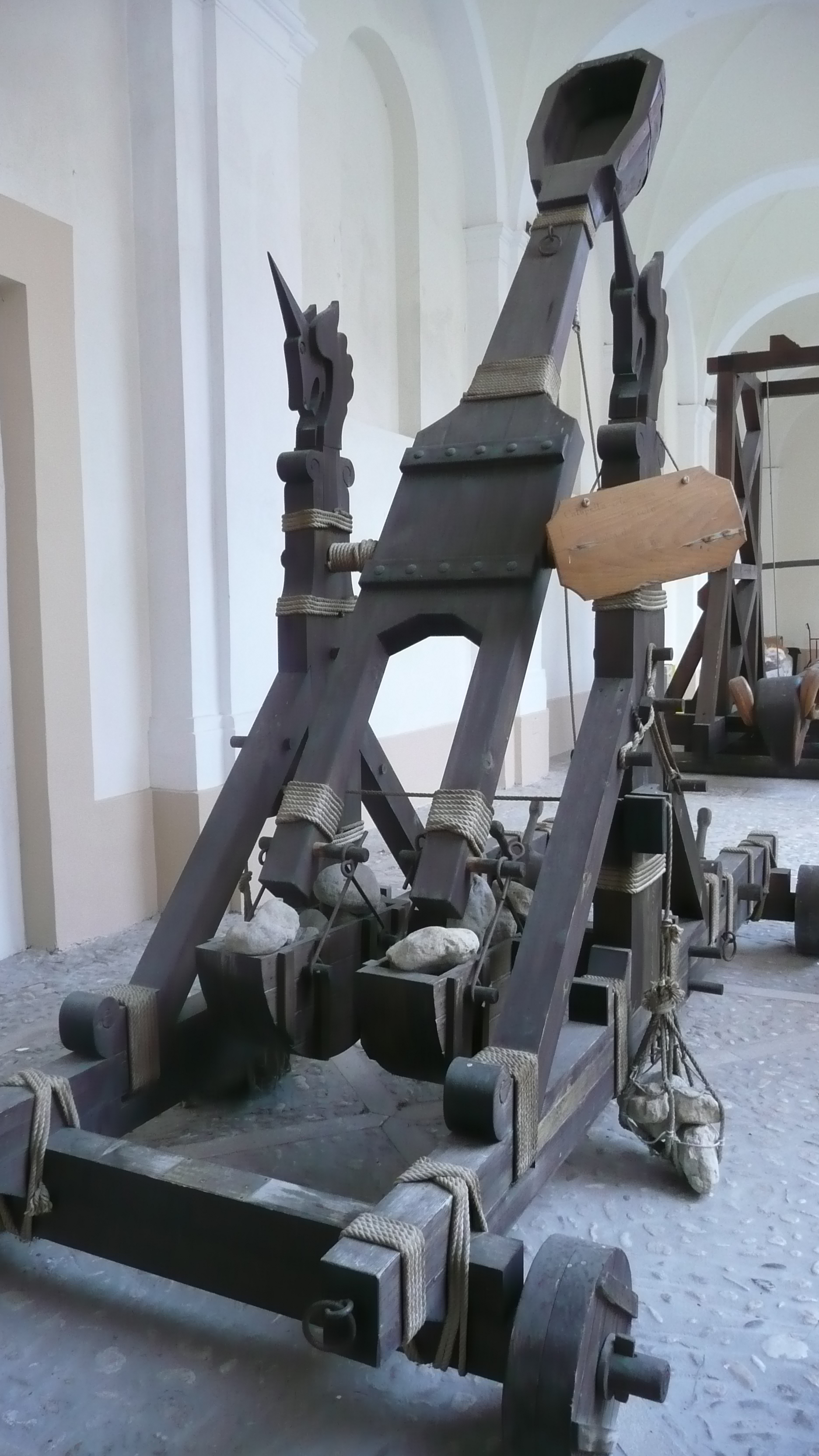
منجنيق داخل مبنى بلدية ميركاتو سان سيفيرينو بإيطاليا

كانت القلاع والمدن المحصنة شائعة خلال تلك الفترة واُستُخدمت المجانيق أسلحةً لحصار ضدهم. وبالإضافة إلى استخدامها في محاولات اختراق الجدران، من استعمالاتها أيضاً خرق الأسوار أو القذائف الحارقة أو رمي الجيف والقذارة وراء الأسوار.
تطورت التقنيات الدفاعية في العصور الوسطى إلى درجة جعلت المجانيق غير فعالة إلى حد كبير. شهد حصار الفايكنغ لباريس (885-886 ميلادي) "استخدام كلا الطرفين تقريبًا لكل أداة من أدوات الحصار المعروفة في العالم الكلاسيكي، بما في ذلك مجموعة متنوعة من المجانيق"، دون تأثير يذكر، مما أدى إلى الفشل.
وكانت المجانيق الأكثر استخدامًا في العصور الوسطى هي كما يلي:
عرادة
كانت العرادات (بالإنجليزية: Ballistae، مفردها Ballista) مشابهة للقسي الإفرنجية العملاقة وصممت للعمل من خلال الفتل. وكانت المقذوفات عبارة عن سهام كبيرة أو سهام مصنوعة من الخشب ذات طرف حديدي. ثم تُطلق هذه السهام "على طول مسار مسطح" على الهدف. كانت العرادات تصيب الأهداف بدقة، لكنها كانت تفتقر إلى قدرة الإصابة مقارنة بقوة منجنيق الشد أو منجنيق الثقل المضاد. بسبب عدم قدرتها على الحركة، يُنشئ الضابط العسكري القائد معظم العرادات في الموقع بعد تقييم الحصار.

قوس الزيار الرومي
يشبه تصميم قوس الزيار (بالإنجليزية: Springald) تصميم العرادة، كونها قوسًا إفرنجيّةً مدعومًا بالتوتر. كان إطار قوس الزيار مُحكَم جدًّا، مما يسمح باستخدامه داخل الأماكن الأكثر إحكامًا، مثل داخل القلعة أو البرج، ولكنه يضر بقوته.

منجنيق الشد
تسمى هذه الآلة بالإنجليزية Mangonel أو Traction trebuchet، صُمّمت لرمي مقذوفات ثقيلة من مقلاعها عن طريق شد الرجال لحبالها. استخدم منجنيق الشد في الغالب "لإطلاق قذائف مختلفة على الحصون والقلاع والمدن" بمدى يصل إلى 1300 قدم (400 م). اخترعها الصينيون في قرابة القرن الرابع قبل الميلاد.

منجنيق الفتل
كان منجنيق الفتل (باللاتينية: Onager) في البداية يطلق القذائف من مقلاع، والذي غُيِِّر لاحقًا إلى كفة على شكل وعاء. كلمة Onager مشتقة من الكلمة اليونانية ὄναγρος (تُنقحر إلى onagros) التي تعني الأخدر (حمار الوحش)، سميت بهذا الاسم إشارةً إلى حركة رفس الحمار التي تشبه حركة إلقاء الآلة للحجارة في الهواء. السجلات التاريخية المتعلقة بمجانيق عزم الفتل نادرة. الوصف الأكثر تفصيلاً لاستخدام هذا المنجنيق هو من "ترجمة إيريك مارسدن (Eric Marsde) لنص كتبه أميانوس مارسيليانوس في القرن الرابع الميلادي" يصف بنائه واستخدامه القتالي.

منجنيق ذو ثقل مقابل
ربما كانت مجانيق الثقل المقابل (بالانجليزية: Trebuchet، من الفرنسية Trébuchet) أقوى منجنيق اُستخدم في العصور الوسطى. وكانت الذخيرة الأكثر استخدامًا هي الحجارة، ولكن يمكن استبدال "السهام والأعمدة الخشبية المدببة" إذا لزم الأمر. على الرغم من ذلك، فإن أكثر أنواع الذخيرة فعالية هي النيران، مثل "الأخشاب المحترقة والنار اليونانية القاتلة". يعود أشهر توثيق تاريخي لاستخدام هذا المنجنيق إلى حصار قلعة ستيرلنغ في عام 1304، عندما بنى جيش إدوارد الأول منجنيقاً ضخماً عُرف باسم ذئب الحرب (بالإنجليزية: Warwolf)، وقد اُستعمِل لتدمير جزء من سور القلعة بنجاح لينهي الحصار.

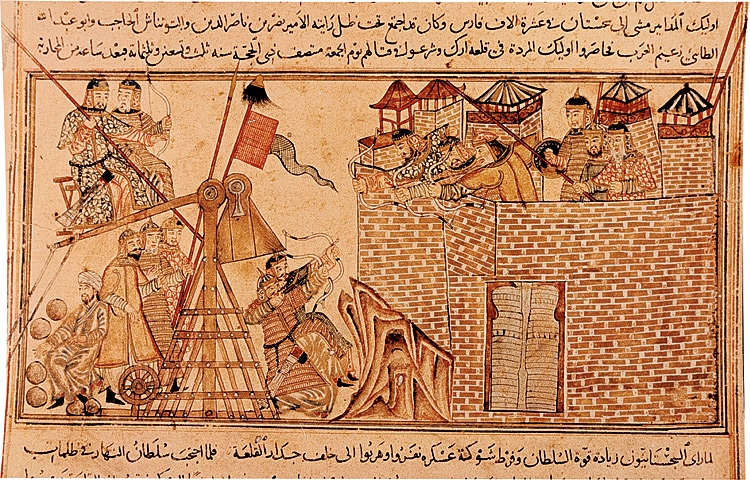
المحاربون المغول يستخدمون منجنيق الثقل المضاد لمحاصرة المدينة